# Hiromu Arakawa
Pour les articles homonymes, voir Arakawa (homonymie).
荒川 弘
Œuvres principales
- Fullmetal Alchemist
- Hero Tales
- Silver Spoon
- The Heroic Legend of Arslân
- Tsugai

Hiromu Arakawa (荒川 弘, Arakawa Hiromu), de son vrai nom Hiromi Arakawa, est une mangaka née le 8 mai 1973 à Makubetsu au Japon. Son manga le plus renommé, Fullmetal Alchemist, est un succès international, étant l'un des premiers mangas à être adapté en deux anime différents.
Il n'y a presque aucune image de Hiromu Arakawa où l'on voit son véritable visage, ce qui fait qu'on la confond souvent avec Romi Park, qui la représente occasionnellement lors de certains événements. Les seules images qui représentent Hiromu Arakawa sont des vaches dessinées par elle-même. Cette représentation d'elle vient de son enfance.

## Biographie
Hiromu Arakawa est originaire de l'île d'Hokkaidō. Sa famille dirige une exploitation agricole laitière. Dès l’enfance elle aide à la ferme familiale, comme c’est souvent le cas au Japon dans les exploitations agricoles de taille moyenne. Elle a trois grandes sœurs et un frère cadet. 
Enfant elle s’adonne au dessin et lit beaucoup de manga. Elle est particulièrement marquée par Makoto-chan et Baptism. Puis en grandissant, elle lit assidûment les magazines Shônen Jump, Margaret, Shônen Sunday, Ciao et Big Comic Spirits. Durant son enfance elle regarde également des animés, comme Urusei Yatsura ou Nausicaa de la vallée du vent. 
Après le collège, Arakawa intègre un lycée agricole mais ne poursuit pas ses études à l’université. Elle travaille durant 7 ans dans l’exploitation familiale. Elle dessine ce qui sera sa première publication durant son temps libre. Elle prend également des cours de peinture à l’huile afin de perfectionner son art du dessin. Elle crée avec ses amis un manga dōjinshi et dessine un yonkoma pour un magazine.
Le tournant vient en 1999, lorsqu’elle participe et remporte le Enix 21st Century Manga Award avec Stray Dog, sa première publication. Grâce à l’argent du prix elle part s’installer à Tokyo, elle a alors 26 ans. Après son installation dans la capitale nippone, elle cumule les emplois pour gagner sa vie. Elle travaille ainsi comme assistante d’Hiroyuki Eto, comme gardienne pour une agence de sécurité, et la nuit dans une usine de fabrication de bentos. 
A cette même époque elle soumet différents synopsis à son éditeur Square Enix, parmi eux Shanghai Yômakikai est publié en 2000 sous forme de one-shot.
Elle est principalement connue pour son manga Fullmetal Alchemist, publié entre 2001 et 2010 dans le magazine Monthly Shōnen Gangan. L’œuvre reçoit un succès mondial qui lui vaut d’être adaptée en deux séries animées. En 2020 paraît un réédition de l’œuvre ainsi qu’un livre Fullmetal Alchemist Chronicle contenant un entretien de l’autrice et des planches inédites.
Entre 2011 et 2019, l'autrice dessine et scénarise le manga Silver Spoon dans le magazine Weekly Shōnen Sunday. Ce manga est une plongée directe dans l'univers d'enfance de l'auteur : un lycée agricole et la vie dans une ferme actuelle. L'action se place d’ailleurs sur l'île d'Hokkaidō. 
En juillet 2013, elle publie l'adaptation en manga du roman Chroniques d'Arslân (Arslan Senki) de Yoshiki Tanaka dans le Bessatsu Shōnen Magazine sous le titre The Heroic Legend of Arslân.
En décembre 2021, Hiromu Arakawa débute une nouvelle série du nom de Tsugai - Daemons of the Shadow Realm (黄泉のツガイ, Yomi no Tsugai) dans le magazine mensuel Monthly Shōnen Gangan.

## Œuvres
- Stray Dog (1999)
- Totsugeki Tonari no Enikkusu (2000)
- Shanghai Yōmakikai (2000-2006)
- Fullmetal Alchemist (2001-2010)
- Raiden 18 (2005)
- Souten no Koumori (2006)
- Nobles paysans (2006 - en cours)
- Hero Tales (2006-2010)
- Silver Spoon (2011 - 2019)
- The Heroic Legend of Arslân (2013 - en cours)
- Tsugai - Daemons of the Shadow Realm (2021 - en cours)

## Récompenses
- Fullmetal Alchemist a remporté le 49e prix Shōgakukan en 2003 et le prix culturel Osamu Tezuka catégorie « nouvel artiste » en 2011[9].
- Silver Spoon a remporté le prix Manga Taishō en 2012[10], et le 58e prix Shōgakukan en 2012[11].